# Circunscripción de Representación Grupal
Circunscripción de Representación Grupal (en inglés: Group Representation Constituency) abreviado como GRC por sus siglas en inglés, es como se denomina a algunas circunscripciones electorales para la elección de miembros del Parlamento en la República de Singapur, junto a las circunscripciones de un Solo Miembro (Single Member Constituency o SMC). Bajo este sistema, los votantes eligen entre listas de candidatos (conocidas como «Grupos») que varían en número en lugar de candidatos individuales. El grupo más votado es elegido en su totalidad, por medio de voto en bloque, independientemente de la cantidad de sufragios que obtenga. Aunque por lo general los grupos son presentados por partidos políticos, los políticos independientes pueden constituir un «grupo de candidatura independiente» y presentarse en una GRC.
El concepto de las GRC entró en vigencia el 1 de junio de 1988. Antes de esa fecha, todas las circunscripciones electorales singapurenses eran circunscripciones de un solo miembro (SMC). Ahora, la Ley de Elecciones Parlamentarias (Cap. 218, 2008 Rev. Ed.) o PEA establece que debe haber al menos ocho SMCs, y el número de parlamentarios que deben ser elegidos en todas las GRCs no puede ser inferior a una cuarta parte del número total de parlamentarios electos. Dentro de esos parámetros, tanto la demarcación geográfica como el número total de SMCs y GRCs no son fijos, sino que los decide el Gabinete, teniendo en cuenta las recomendaciones del Comité de Revisión de Límites Electorales.
De acuerdo con la Constitución de Singapur y la PEA, debe haber entre tres y seis parlamentarios en una GRC. El presidente declara el número preciso de parlamentarios en cada GRC antes de una elección general. Las elecciones generales de 2020 tuvieron 14 SMCs y 17 GRCs.
Considerado uno de los principales aspectos del sistema de partido hegemónico de Singapur, encabezado por el Partido de Acción Popular (PAP) desde 1959, la principal justificación para la instauración de este sistema fue que consolidaría la representación de las minorías étnicas en el país, con tres cuartos de población étnicamente china, al ser obligatoria la introducción de candidatos de ascendencia india, malaya o de otros grupos minoritarios en los grupos de candidatos. Los críticos del sistema afirman que perjudica a los partidos de la oposición, tanto por los costos económicos como por la dificultad que representa encontrar suficientes candidatos para postular en una GRC. También argumentan que el gran tamaño de las circunscripciones, así como la mayor cantidad de parlamentarios electos en ellas, debilitarían en la práctica la relación representante-representado. Asimismo, se ha cuestionado que tan beneficioso es el sistema de las GRCs para las relaciones étnicas en Singapur, con sugerencias de que en realidad podría contribuir negativamente a afianzar un racialismo excesivo en la cultura política del país.
Para 2020, solo un partido aparte del PAP, el Partido de los Trabajadores (WP) ha conseguido triunfar en circunscripciones de Representación Grupal, logrando ganar y posteriormente retener con éxito Aljunied, de cinco escaños (2011, 2015 y 2020);  y posteriormente adquirir la representación de Sengkang, de cuatro escaños (2020).